# Danh sách quốc gia châu Á theo GDP danh nghĩa 2009

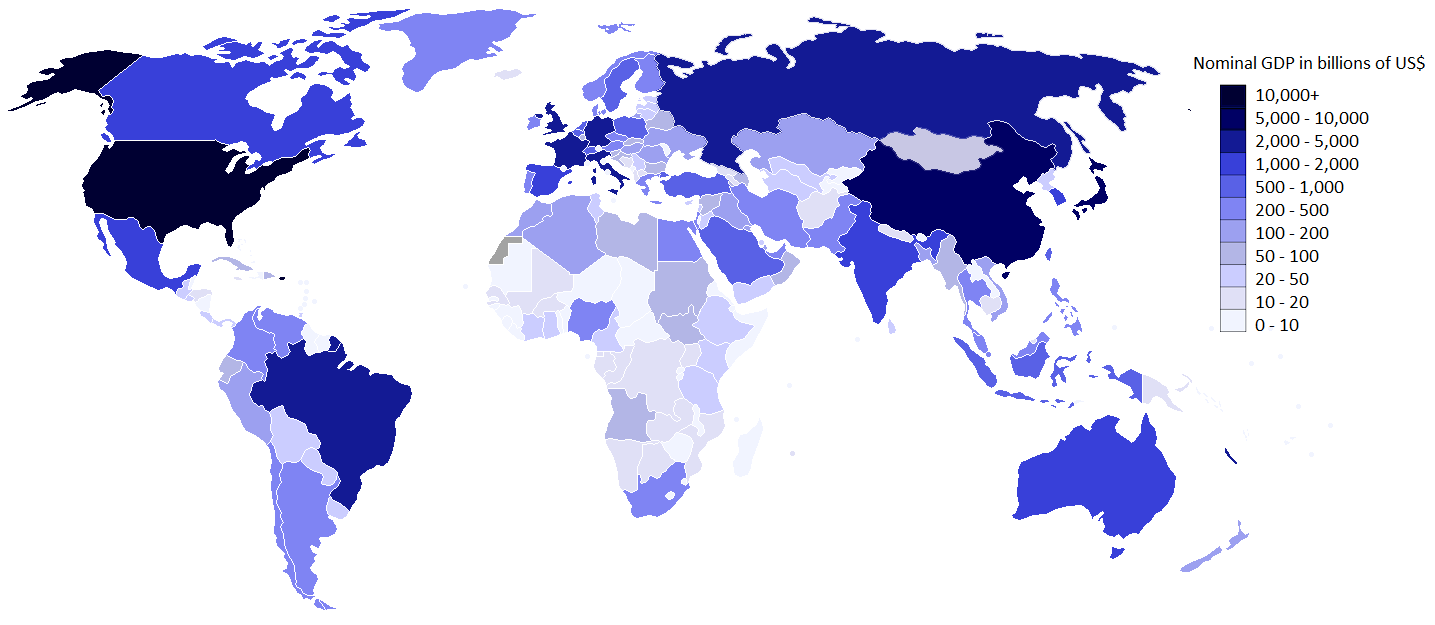
Các quốc gia theo GDP (danh nghĩa) 2009, theo thống kê của CIA Facebook.

Danh sách các quốc gia châu Á theo GDP danh nghĩa năm 2009 được thống kê theo giá trị dollar Mỹ, bảng thống kê được cập nhật từ Quỹ tiền tệ Quốc tế - IMF năm 2009, các quốc gia và vùng lãnh thổ không có số liệu từ IMF được bổ sung từ số liệu của Ngân hàng Thế giới - WB, CIA Facbook và một số nguồn khác. Bảng thống kê ngoài 48 quốc gia độc lập, còn có mặt của các vùng lãnh thổ: Đài Loan, Ma Cao, Hồng Kông, Palestine, Abkhazia, Nam Ossetia, Nagorno-Karabakh.
| STT | Quốc gia và Vùng lãnh thổ | GDP danh nghĩa (Triệu USD) | Tỉ lệ GDP (danh nghĩa) 2009 so với Việt Nam (%) |
| --- | ------------------------- | -------------------------- | ----------------------------------------------- |
| 1   | Nhật Bản                  | 5.068.894                  | 5.440,83                                        |
| 2   | Trung Quốc                | 4.984.731                  | 5.350,49                                        |
| 3   | Indonesia                 | 539.377                    | 578,95                                          |
| 4   | Ấn Độ                     | 1.236.943                  | 1.327,71                                        |
| 5   | Hàn Quốc                  | 832.512                    | 893,60                                          |
| 6   | CHDCND Triều Tiên         | 27.800                     | 29,84                                           |
| 7   | Đài Loan                  | 378.524                    | 415,96                                          |
| 8   | Hồng Kông                 | 210.570                    | 226,02                                          |
| 9   | Ma Cao                    | 22.100                     | 23,72                                           |
| 10  | Mông Cổ                   | 4.203                      | 4,51                                            |
| 11  | Malaysia                  | 192.955                    | 207,11                                          |
| 12  | Singapore                 | 182.231                    | 195,60                                          |
| 13  | Brunei                    | 10.405                     | 11,17                                           |
| 14  | Thái Lan                  | 263.979                    | 283,35                                          |
| 15  | Việt Nam                  | 93.164                     | 100,00                                          |
| 16  | Cambodia                  | 10.871                     | 11,67                                           |
| 17  | Đông Timor                | 556                        | 0,60                                            |
| 18  | Myanmar                   | 34.262                     | 36,78                                           |
| 19  | Lào                       | 5.598                      | 6,01                                            |
| 20  | Philippines               | 161.196                    | 173,02                                          |
| 21  | Bangladesh                | 94.602                     | 101,54                                          |
| 22  | Nepal                     | 12.894                     | 13,84                                           |
| 23  | Bhutan                    | 1.269                      | 1,36                                            |
| 24  | Maldives                  | 1.307                      | 1,40                                            |
| 25  | Sri Lanka                 | 42.203                     | 45,30                                           |
| 26  | Pakistan                  | 161.994                    | 173,88                                          |
| 27  | Kazakhstan                | 107.891                    | 115,81                                          |
| 28  | Uzbekistan                | 32.816                     | 34,15                                           |
| 29  | Turkmenistan              | 19.947                     | 21,41                                           |
| 30  | Afghanistan               | 14.483                     | 15,55                                           |
| 31  | Kyrgyzstan                | 4.570                      | 5,35                                            |
| 32  | Tajikistan                | 4.983                      | 4,91                                            |
| 33  | Iran                      | 325.938                    | 349,85                                          |
| 34  | Iraq                      | 65.838                     | 70,67                                           |
| 35  | Ả Rập Saudi               | 376.268                    | 403,88                                          |
| 36  | UAE                       | 223.874                    | 240,30                                          |
| 37  | Kuwait                    | 98.416                     | 105,64                                          |
| 38  | Qatar                     | 98.313                     | 105,53                                          |
| 39  | Bahrain                   | 20.590                     | 22,10                                           |
| 40  | Yemen                     | 25.131                     | 26,98                                           |
| 41  | Oman                      | 46.115                     | 49,50                                           |
| 42  | Jordan                    | 25.113                     | 26,96                                           |
| 43  | Lebanon                   | 34.528                     | 37,06                                           |
| 44  | Syria                     | 52.635                     | 56,50                                           |
| 45  | Gruzia                    | 10.748                     | 11,54                                           |
| 46  | Armenia                   | 8.541                      | 9,17                                            |
| 47  | Azerbaijan                | 43.076                     | 46,24                                           |
| 48  | Síp                       | 23.603                     | 25,34                                           |
| 49  | Palestine                 | 6,641                      | 7,13                                            |
| 50  | Israel                    | 195.390                    | 209,73                                          |
| 51  | Nam Ossetia               |                            |                                                 |
| 52  | Abkhazia                  |                            |                                                 |
| 53  | Nagorno-Karabakh          |                            |                                                 |
| 54  | Thổ Nhĩ Kỳ                | 614.466                    | 659,55                                          |
| 55  | Bắc Síp                   | 3.900                      | 4,19                                            |